# Blacksville (Virgínia de l'Oest)
Blacksville és una població dels Estats Units a l'estat de Virgínia de l'Oest. Segons el cens del 2000 tenia 175 habitants.

## Demografia
Segons el cens del 2000, Blacksville tenia 175 habitants, 69 habitatges, i 50 famílies. La densitat de població era de 225,2 habitants per km².
Dels 69 habitatges en un 40,6% hi vivien nens de menys de 18 anys, en un 42% hi vivien parelles casades, en un 23,2% dones solteres, i en un 27,5% no eren unitats familiars. En el 23,2% dels habitatges hi vivien persones soles el 14,5% de les quals corresponia a persones de 65 anys o més que vivien soles. El nombre mitjà de persones vivint en cada habitatge era de 2,54 i el nombre mitjà de persones que vivien en cada família era de 2,98.
Per edats la població es repartia de la següent manera: un 30,9% tenia menys de 18 anys, un 9,1% entre 18 i 24, un 26,9% entre 25 i 44, un 18,9% de 45 a 60 i un 14,3% 65 anys o més.
L'edat mediana era de 34 anys. Per cada 100 dones de 18 o més anys hi havia 75,4 homes.
La renda mediana per habitatge era de 31.250 $ i la renda mediana per família de 36.875 $. Els homes tenien una renda mediana de 29.167 $ mentre que les dones 16.667 $. La renda per capita de la població era de 13.461 $. Entorn del 12,5% de les famílies i el 17% de la població estaven per davall del llindar de pobresa.

## Poblacions més properes
El següent diagrama mostra les poblacions més properes.